# Брезовица (Сабинов)
Брезовица (слч. Brezovica) насељено је мјесто са административним статусом сеоске општине (слч. obec) у округу Сабинов, у Прешовском крају, Словачка Република.

## Становништво
| Година:    | 1994. | 2004.   | 2014.   | 2024.   |
| ---------- | ----- | ------- | ------- | ------- |
| Број људи: | 1675  | 1687    | 1710    | 1684    |
| Разлика:   |       | +0,71 % | +1,36 % | -1,52 % |

| Година:    | 2023. | 2024. |
| ---------- | ----- | ----- |
| Број људи: | 1684  | 1684  |
| Разлика:   |       | +0 %  |

Према подацима о броју становника из 2011. године насеље је имало 1.689 становника.